# Marlon Prezotti
Marlon Adriano Prezotti, noto semplicemente come Marlon Prezotti (Curitiba, 25 agosto 1992), è un calciatore brasiliano, centrocampista del Grêmio Novorizontino.

## Palmarès

### Club

#### Competizioni nazionali
- Campeonato Brasileiro Série B: 1

Fortaleza: 2018

#### Competizioni statali
- Campionato Cearense: 2

Fortaleza: 2019, 2020

#### Competizioni regionali
- Copa do Nordeste: 1

Fortaleza: 2019